# Lineus acutifrons
O Lineus acutifrons é uma espécie de verme marinho encontrado nas águas da região da Galiza, mais precisamente no Parque Nacional das ilhas Atlânticas. Acreditava-se que se tratava de um animal extinto, uma vez que o único registro existente datava de 1913.